# Partito Cristiano Sociale (Italia)
Il Partito Cristiano Sociale è stato un partito politico italiano fondato e guidato dal filosofo e bibliotecario della Biblioteca Vaticana Gerardo Bruni.

## Storia
Nato all'inizio come movimento di partigiani cristiani durante la Resistenza partecipò con altri gruppi alle prime riunioni per contribuire a costituire la Democrazia Cristiana. Il fondatore Bruni tuttavia verificò un contrasto insanabile con gli altri gruppi ed esponenti democristiani, troppo moderati e su posizioni vicine al capitalismo, e se ne distaccò.
Nel mese di ottobre del 1944 Gerardo Bruni venne allontanato dalla guida del Partito Cristiano Sociale, che confluì nel Partito della Sinistra Cristiana, sorto nel settembre 1944 dal Movimento dei Cattolici Comunisti.
I Cristiano Sociali rimasero nel Partito della Sinistra Cristiana fino al suo scioglimento il 9 dicembre 1945.
Dopo questa data, i Cattolici Comunisti di Franco Rodano confluirono nel PCI, mentre i Cristiano Sociali si organizzarono in un  movimento autonomo, che si trasformò in partito in occasione delle elezioni per l'Assemblea costituente del 2 giugno 1946.
Il partito si schierò per la Repubblica, si presentò con un proprio simbolo, un badile e un libro aperto con una croce sullo sfondo, raccolse 51.088 voti pari allo 0,22% a livello nazionale e elesse un rappresentante nella persona dello stesso fondatore Gerardo Bruni.
Il manifesto del 1946 delineava l'identità del partito nel "socialismo cristiano" mettendo paletti molto chiari e indicando la via dell'assoluta autonomia, pur in una collocazione chiara a sinistra:
Non siamo Comunisti perché non siamo marxisti o materialisti, perché non vogliamo dittature, né uno Stato padrone delle nostre cose, perché non ammettiamo dipendenze straniere.

Non siamo nel Partito Socialista perché malgrado nuove correnti non si è ancora chiaramente liberato della vecchia mentalità materialistica, perché non ha ancora trovato la sua strada vitale ed autonoma.

Siamo Socialisti Cristiani. Socialismo cristiano non significa socialismo di "destra", significa primato dello spirito, rispetto della persona e dei suoi fini naturali ed eterni, significa assoluta fedeltà ad un programma di radicale rinnovamento politico ed economico.

Alla Costituente noi difenderemo con fermezza, accanto agli altri cattolici, i nostri principi cristiani e sosterremo la nostra causa socialista, che è la causa di tutti i lavoratori.»
La scelta dell'autonomia rispetto agli altri 'partiti di sinistra' ed in particolare rispetto al PCI distingueva il Partito Cristiano Sociale dal Partito della Sinistra Cristiana (già "Movimento dei Cattolici Comunisti") di Franco Rodano confluito nel PCI fin dal 1945.
Alla Costituente Bruni tra l'altro, come Nenni e a differenza di Togliatti, era contrario all'inserimento del Concordato nella Costituzione e votò contro.
Il partito si presentò alle elezioni politiche del 1948 schierandosi a sinistra, ma rifiutando di entrare nelle liste del Fronte Democratico Popolare. Con le poche forze di cui disponeva e l'ostracismo della Democrazia Cristiana (Bruni nel 1947 perse il lavoro nella Biblioteca Vaticana per le sue posizioni politiche) il partito raccolse 72.854 voti pari allo 0,28% ma nessun seggio in parlamento.
In seguito a questa sconfitta il partito si sciolse e il fondatore Bruni continuò la sua attività in alcuni movimenti della sinistra cristiana e gruppi socialisti indipendenti, tra cui nel 1953-57 l'esperienza dell'Unione Socialista Indipendente.